# Obitelj de Jussieu
Obitelj de Jussieu je bila poznata francuska botaničarska obitelj. U 17. i 18. stoljeću dala je mnoštvo poznatih botaničara.

## Rodoslov
Ovo nije potpuni rodoslov, nego sadrži samo značajne osobe iz obitelji de Jussieu.
```
Mondon de Jussieu 
 (+1554.)
Sudski namještenik
│
└─>Nicolas de Jussieu (1554.-1579.)
   Kraljevski notar
   │
   └─> Antoine de Jussieu
       │
       └─>Jean de Jussieu (1593.- 1652.)
          │
          └─>Pierre de Jussieu (1627.-1671.)
             Kraljevski notar
             │
             └─> Laurent de Jussieu, (1651.-1718.)
                 Lyonski ljekarnik
                 │
                 ├─> Christophe de Jussieu (1685.-1758.)
                 │   Lyonski ljekarnik i pravnik
                 │   │
                 │   ├─> 
Antoine-Laurent de Jussieu
 (1748.-1836.)
                 │   │   Ravnatelj 
Prirodoslovnog muzeja u Parizu

                 │   │   │
                 │   │   └─> 
Adrien de Jussieu
 (1797.-1853.)
                 │   │       Predsjednik 
Francuske akademije znanosti
 (1853.)
                 │   │
                 │   └─> Bernard-Pierre de Jussieu (1751.-1836.)
                 │       │
                 │       └─> 
Christophe Alexis Adrien de Jussieu
 (1802.-1865.)
                 │           Visoki francuski dužnosnik
                 │
                 ├─> 
Antoine de Jussieu
 (1686.-1758.)
                 │   Profesor botanike u 
Jardin du roi
 1709. godine
                 │
                 │
                 ├─> 
Bernard de Jussieu
 (1699.-1777.)
                 │   Profesor botanike u Jardin du roi 1722. godine
                 │
                 │
                 └─> 
Joseph de Jussieu
 (1704.-1779.)
                     Botaničar, sudjelovao u 
La Condamineovoj
 ekspediciji u Peru
```

### Ostali značajni pripadnici obitelji
- Christophe-Alexis-Adrien de Jussieu (1802. – 1865.), visoki dužnosnik
- Laurent-Pierre de Jussieu (1792. – 1866.)

## Vanjske poveznice
- Geneanet Potpuni rodoslov
- Fiche généalogique sur la base Roglo à roglo.eu